# Sharknado (serie di film)

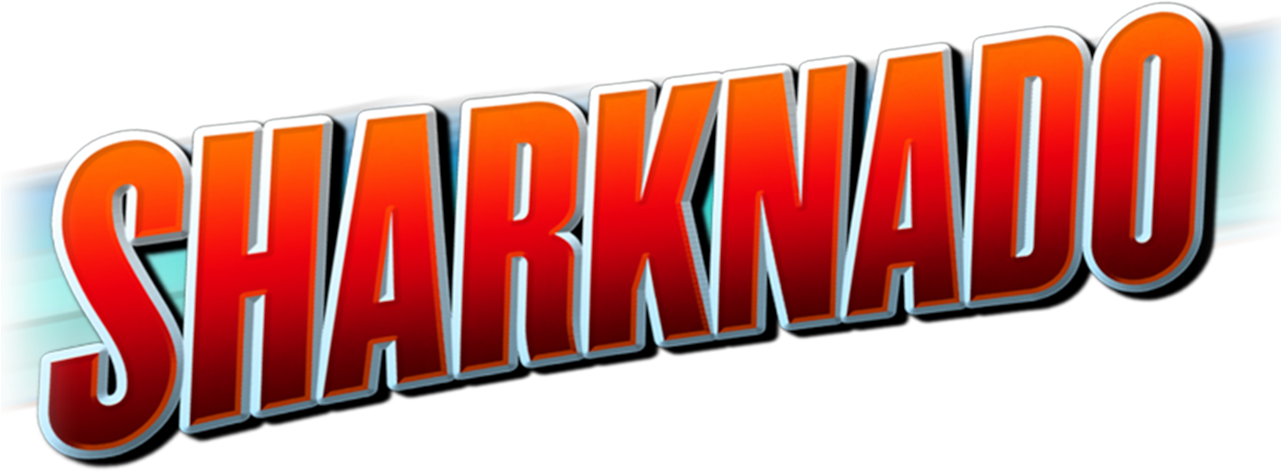
Logo della serie di film

Sharknado è una serie di film per la televisione di genere catastrofico trasmessi dal 2013 al 2018 sulla rete via cavo statunitense Syfy e prodotta dalla The Asylum. L'ambientazione è stata usata anche in videogiochi e fumetti, incluso uno spin-off, Sharknado: Heart of Sharkness, che è stato commercializzato nel 2015.
I film vedono, come protagonisti, Ian Ziering e Tara Reid nei rispettivi ruoli di Fin e April Shepard che continuano a incontrare dei tornado carichi di squali (chiamati "Sharknado"), ovunque vadano.

## Film

### Sharknado (2013)
A Los Angeles una bizzarra tempesta porta a riva centinaia di brutali squali divoratori di uomini e un gruppo di amici, tra cui i coniugi Fin e April Shepard, lottano per evitare il loro percorso violento e distruttivo.

### Sharknado 2 - A volte ripiovono (2014)
Un'altra strana tempesta, questa volta al largo della costa di New York, trascina Fin e April in battaglia contro centinaia di squali a Manhattan.

### Sharknado 3 (2015)
Dopo gli eventi del film precedente, Fin e April si sono risposati e aspettano un altro figlio. In più Fin è a Washington per ricevere un premio dal presidente. Tuttavia, mentre è lì, una nuova tempesta arriva lungo la "Feast Coast" in Florida.

### Sharknado 4 (2016)
Ambientato cinque anni dopo Sharknado 3, i tornado con gli squali tornano a mettere in pericolo Fin e il resto del mondo.

### Sharknado 5: Global Swarming (2017)
Fin e April vanno in giro per il mondo e cercano aiuto nella ricerca del loro figlio che è intrappolato in uno sharknado in viaggio.

### L'ultimo Sharknado - Era ora! (2018)
Fin, l'ultimo sopravvissuto, si ritrova a viaggiare nel tempo per incontrare alleati presumibilmente deceduti (tirati fuori dal tempo da Gil al momento prima della loro morte) che cercano di identificare e prevenire il primo degli attuali sharknado. Dopo aver soggiogato potenziali sharknado a Camelot, nella guerra d'indipendenza americana e nel selvaggio West, Fin è in grado di distruggere lo sharknado originale prima che possa degenerare nelle catastrofi globali a cui ha assistito, creando una nuova linea temporale in cui Fin è ancora solo il proprietario del bar, come nel primo film, circondato dalla sua famiglia allargata.

## Personaggi e interpreti
| Personaggi      | Sharknado       | Sharknado 2 - A volte ripiovono | Sharknado 3      | Sharknado 4      | Sharknado 5: Global Swarming | L'ultimo Sharknado - Era ora! |
| Personaggi      | 2013            | 2014                            | 2015             | 2016             | 2017                         | 2018                          |
| --------------- | --------------- | ------------------------------- | ---------------- | ---------------- | ---------------------------- | ----------------------------- |
| Fin Shepard     | Ian Ziering     | Ian Ziering                     | Ian Ziering      | Ian Ziering      | Ian Ziering                  | Ian Ziering                   |
| April Wexler    | Tara Reid       | Tara Reid                       | Tara Reid        | Tara Reid        | Tara Reid                    | Tara Reid                     |
| Claudia Shepard | Aubrey Peeples  | n/a                             | Ryan Newman      | Ryan Newman      | n/a                          | Ryan Newman                   |
| Nova Clarke     | Cassie Scerbo   | n/a                             | Cassie Scerbo    | n/a              | Cassie Scerbo                | Cassie Scerbo                 |
| Matt Shepard    | Chuck Hittinger | n/a                             | n/a              | Cody Linley      | Cody Linley                  | Chuck Hittinger               |
| Skye            | n/a             | Vivica A. Fox                   | n/a              | n/a              | n/a                          | Vivica A. Fox                 |
| Martin Brody    | n/a             | Mark McGrath                    | Mark McGrath     | n/a              | n/a                          | Mark McGrath                  |
| Gemini          | n/a             | n/a                             | n/a              | Masiela Lusha    | Masiela Lusha                | Masiela Lusha                 |
| Gil Shepard     | n/a             | n/a                             | David Hasselhoff | David Hasselhoff | n/a                          | n/a                           |
| Gil Shepard Jr. | n/a             | n/a                             | n/a              | n/a              | Billy Barratt                | Dolph Lundgren                |
| Gil Shepard Jr. | n/a             | n/a                             | n/a              | n/a              | Dolph Lundgren               | Chris Owen                    |

## Accoglienza

### Ascolti
| Film                            | Prima TV       | Ascolti USA | 18-49 rating | Budget         |
| ------------------------------- | -------------- | ----------- | ------------ | -------------- |
| Sharknado                       | 11 luglio 2013 | 1.37        | n/a          | $2 milioni     |
| Sharknado 2 - A volte ripiovono | 30 luglio 2014 | 3.87        | 1.6          | $1,5-2 milioni |
| Sharknado 3                     | 22 luglio 2015 | 2.81        | 0.9          | $2,4 milioni   |
| Sharknado 4                     | 31 luglio 2016 | 2.77        | 0.8          | $3 milioni     |
| Sharknado 5                     | 6 agosto 2017  | 1.89        | 0.6          | $3 milioni     |
| L'ultimo Sharknado - Era ora!   | 19 agosto 2018 | n/a         | n/a          | $3 milioni     |

### Critica
| Film                            | Rotten Tomatoes     | Metacritic         |
| ------------------------------- | ------------------- | ------------------ |
| Sharknado                       | 82% (17 recensioni) | n/a                |
| Sharknado 2 - A volte ripiovono | 59% (29 recensioni) | 50 (17 recensioni) |
| Sharknado 3                     | 36% (33 recensioni) | 53 (19 recensioni) |
| Sharknado 4                     | 15% (13 recensioni) | 35 (7 recensioni)  |
| Sharknado 5                     | 30% (10 recensioni) | n/a                |
| L'ultimo Sharknado - Era ora!   | 20% (10 recensioni) | 22 (5 recensioni)  |

## Spin-off e altri media

### Sharknado: Feeding Frenzy (2015)
Questo è un documentario sulla realizzazione dei primi tre film.

### Sharknado: Heart of Sharkness (2015)
Il mockumentary racconta la storia di David Moore, il regista che per primo ha sognato "gli squali in un tornado" e ha causato il disastro usando veri squali. È stato scritto e diretto da Jeremy Wagener e pubblicato il 6 ottobre 2015 tramite video on demand.

### Lavalantula (2015)
Lavalantula è uno spin-off del 2015 di Sharknado, incentrato su un incendio che sputa tarantole causando il caos su Los Angeles, con alcuni attori del cast di Scuola di polizia. Un sequel intitolato 2 Lava 2 Lantula! è stato trasmesso su Syfy il 6 agosto 2016. Nel film compare in un cammeo Ian Ziering nel ruolo di Fin Shepard, legando il film all'universo di Sharknado.

## Altri media

### Sharknado: The Video Game
Sharknado: The Video Game era un videogame per smartphone del 2014 sviluppato da Other Ocean Interactive e pubblicato da Majesco Entertainment. Il gioco, basato sul secondo film, era stato distribuito per iOS il 25 luglio 2015 ed è stato cancellato dall'App Store nel 2017.

### How to Survive a Sharknado
How to Survive a Sharknado and Other Unnatural Disasters: Fight Back When Monsters and Mother Nature Attack è un libro di Andrew Shaffer ed è una versione reale del libro comparso nel secondo film.

### Archie vs. Sharknado
Archie vs. Sharknado è un fumetto pubblicato simultaneamente dalla Archie Comics il 22 luglio 2015, come legame con Sharknado 3. Il fumetto segue la città di Riverdale, colpita dalla tempesta di squali, con le gang che provano a sconfiggerli. È stato scritto dal direttore della serie Anthony C. Ferrante. Il fumetto ha ricevuto un punteggio di 7,2 su 10, basato su 15 recensioni su Comic Book Roundup.